# Kirovskoe (Territorio dell'Altaj)
Kirovskoe (in lingua russa Кировское) è un centro abitato del Territorio dell'Altaj, situato nell'Alejskij rajon.